# Друз Цезар
Друз Цезар (лат. Drusus Caesar; око 8 — 33) био је усвојени унук и наследник римског цара Тиберија, заједно са својим братом Нероном. Друз је био син Тиберијевог генерала и наследника, Германика, и Агрипине Старије.
Сејан, префект Преторијанске гарде, постао је моћан у Риму, а древни писци попут Светонија и Тацита веровали су да је одговоран за пад Друза Млађег. Како је Сејанова моћ расла, и други чланови царске породице почели су да страдају. Године 29. нове ере, Тиберије је Сенату упутио писмо у којем је напао Нерона и његову мајку, након чега их је Сенат обоје протерао. Две године касније, Нерон је умро у изгнанству на острву Понца. Друз је касније ухапшен под сличним оптужбама као и његов брат и остао је у затвору од 30. године до своје смрти три године касније. Њихова смрт омогућила је успон на престо њиховом трећем брату, Гају Калигули, након Тиберијеве смрти 37. године.

## Порекло и породица
Друз је рођен око 8. године нове ере као син Германика и Агрипине Старије. Његови баба и деда са очеве стране били су Нерон Клаудије Друз (Друз Старији) и Антонија Млађа, ћерка Марка Антонија и Октавије. Баба и деда са мајчине стране били су му Марко Випсаније Агрипа, блиски пријатељ цара Августа, и Августова ћерка Јулија Старија. Друз је имао четири брата (Тиберија и Гаја, који су умрли млади; Нерона Јулија Цезара; и још једног Гаја, познатог под надимком „Калигула”), три сестре (Агрипину Млађу, Јулију Друзилу и Јулију Ливилу), и брата или сестру непознатог имена.
Као члан Јулијевско-клаудијевске династије, био је блиски рођак свих пет царева из ове династије: његов прадеда Август био је први римски цар, његов пра-стриц Тиберије био је други цар, његов брат Гај (Калигула) био је трећи цар, његов стриц Клаудије био је четврти цар, а његов нећак Луције Домиције (познатији као „Нерон”) био је пети и последњи цар из ове династије.
Његов отац био је усвојени син Тиберија, који је сам био усвојени син Августа, чија су усвојења била последица смрти Гаја Цезара у фебруару 4. године. Гај, који је био Августов наследник, преминуо је од болести у Сирији. Август је неко време разматрао Германика као потенцијалног наследника, али се касније одлучио за свог пасторка Тиберија. Као резултат тога, у јуну 4. године, Август је усвојио Тиберија под условом да Тиберије прво усвоји Германика. Као последицу тог усвојења, Германик се наредне године оженио својом рођаком Агрипином Старијом.
Године 13, његов отац је постављен за команданта снага на Рајни, одакле је предводио три похода у Германију против Арминијевих снага, што га је учинило популарним јер је осветио понижавајући римски пораз у бици у Теутобуршкој шуми. У октобру 14. године, Германик је примио делегацију из Сената која му је изразила саучешће због смрти Августа. Цар је преминуо у августу, а Тиберије га је наследио, чиме је Германик постао наследник царства.
По Тиберијевом наређењу, Германик је послат у Азију да реорганизује провинције и успостави царски ауторитет. Провинције су биле у толиком нереду да се сматрало неопходним да их надгледа члан владајуће породице. Међутим, након две године на истоку, Германик је ушао у сукоб са гувернером Сирије, Гнејем Калпурнијем Пизоном. Током тог сукоба, Германик се разболео и умро у октобру 19. године.
Друз се оженио Емилијом Лепидом око 29. године. Она је била ћерка Марка Емилија Лепида, његовог рођака. Тацит извештава да га је током брака „непрестано оптуживала”. Године 36, она је оптужена за прељубу са робом и извршила је самоубиство, „јер није било сумње у њену кривицу”.
Његова мајка Агрипина веровала је да је њен супруг убијен како би се Друз Млађи истакао као наследник и страховала је да би рођење његових близанаца могло да му да мотив да потисне њене синове. Међутим, њени страхови били су неосновани, пошто је Нерон уздигнут од стране Тиберија 20. године. Нерон је добио тогу пунолетства, пет година унапред му је обећана функција квестора, а оженио се Јулијом, ћерком Друза Млађег.
Након Германикове смрти, Друз Млађи постао је нови Тиберијев наследник. Добио је други конзулат 21. године и трибунску власт наредне године. Истовремено, префект Преторијанске гарде, Сејан, почео је да остварује знатан утицај на цара, који је Сејана називао socius laborum („мој партнером у напорима”). Према Тациту и Касију Диону, Друз Млађи и Сејан су се посвађали и ушли у сукоб током којег се Друз разболео и умро од, наизглед, природном смрћу 14. септембра 23. године. Древни извори тврде да је узрок смрти био отров, док савремени аутори, попут Барбаре Левик, сугеришу да је можда био у питању неки облик болести.

## Каријера
Смрт Друза Млађег оставила је Сејана без непосредне претње. На крају, његова смрт уздигла је Друза и Нерона до позиције наследника. Друз је добио тогу пунолетства и обећан му је чин квестора пет година пре законске старосне границе, исто као што је то раније било дато његовом брату Нерону. Ово је у суштини створило супротстављене фракције – око њих и њихове мајке Агрипине с једне стране и око Сејана с друге стране. Немогуће је у потпуности проценити обим Сејанове моћи у том тренутку, али је забележено да му није било дозвољено да се ожени Ливилом (удовицом Друза Млађег), чиме му је ускраћен улазак у царску породицу. У Сенату, Сејан је наилазио на мало отпора међу сенаторима, али је Тиберије 24. године изразио незадовољство због јавних молитви које су упућиване за здравље Нерона и његовог брата Друза.
Године 28, Сенат је гласао за подизање олтара Клеменцији (милости) и Амицитији (пријатељству). У то време, Клеменција је сматрана врлином владајуће класе, јер су само моћни могли показати милост. Олтар Амицитије био је окружен статуама Сејана и Тиберија. До тада, његова повезаност са Тиберијем била је толико снажна да су неки у римском друштву подизали статуе у његову част и приносили му молитве и жртве. Попут чланова царске породице, Сејанов рођендан је требало да се обележава. Према писцу и историчару Алстону: „Сејанова повезаност са Тиберијем морала је барем наговестити народу да ће бити даље унапређен”.

### Пад
Већ наредне године уследио је директан напад на Агрипину и Нерона: Тиберије је послао писмо Сенату у којем их је оптужио за недолично понашање, али није успео да их осуди за било какав покушај побуне. Примарне оптужбе биле су усмерене на став прве и сексуалне активности другог. Агрипина је била популарна међу народом, као и Германикова породица, па су грађани окружили зграду Сената носећи њихове ликове у знак протеста против писма. Сенат је одбио да донесе одлуку све док није добио јасно упутство од цара. Тиберије је поновио своје оптужбе, а када је то учинио, Сенат више није оклевао – судбина Агрипине и Нерона била је запечаћена. Нерон је проглашен за непријатеља државе, послат на острво Понца, где је убијен или приморан да изврши самоубиство 31. године.
Након што га је супруга Емилија издала у корист Сејана, Друз је одбачен од стране Тиберија. Недуго затим, Касије Север га је оптужио да је кује заверу против Тиберија. Године 30, био је затворен у тамници на Палатину. Умро је од глади у затвору 33. године, након што је био доведен до тога да жваће испуне свог кревета.

## После смрти
Сејан је остао моћан све до свог изненадног пада и погубљења у октобру 31. године, непосредно након Неронове смрти. Тачни разлози за његов пад и даље су нејасни. Када је схватио да је погрешио што је веровао Сејану, Тиберије је разматрао могућност да ослободи Друза, али је закључио да је превише дуго био у затвору да би могао да буде пуштен на слободу. Сенат је био шокиран читајући записе о његовом заточеништву из његовог дневника.
Смрт најстаријих Германикових синова уздигла је његовог трећег сина, Гаја Цезара (Калигулу), као наследника, и он је постао принцепс након Тиберијеве смрти 37. године. Син Друза Млађег, Тиберије Гемел, био је позван на Капри од стране свог деде Тиберија, где су он и Гај Калигула заједно именовани за наследнике. Када је Калигула преузео власт, усвојио је Гемела за свог сина, али га је убрзо након тога погубио под оптужбом да кује заверу против њега.

## Породично стабло
|  |                             |  |  |  |  |  |  |  |  |  |  |  |  |  |  |  |
|  | 8. Тиберије Клаудије Нерон  |  |  |  |  |  |  |  |  |  |  |  |  |  |  |  |
|  |                             |  |  |  |  |  |  |  |  |  |  |  |  |  |  |  |
|  |                             |  |  |  |  |  |  |  |  |  |  |  |  |  |  |  |
|  | 4. Нерон Клаудије Друз      |  |  |  |  |  |  |  |  |  |  |  |  |  |  |  |
|  |                             |  |  |  |  |  |  |  |  |  |  |  |  |  |  |  |
|  |                             |  |  |  |  |  |  |  |  |  |  |  |  |  |  |  |
|  | 9. Ливија Друзила           |  |  |  |  |  |  |  |  |  |  |  |  |  |  |  |
|  |                             |  |  |  |  |  |  |  |  |  |  |  |  |  |  |  |
|  |                             |  |  |  |  |  |  |  |  |  |  |  |  |  |  |  |
|  | 2. Германик                 |  |  |  |  |  |  |  |  |  |  |  |  |  |  |  |
|  |                             |  |  |  |  |  |  |  |  |  |  |  |  |  |  |  |
|  |                             |  |  |  |  |  |  |  |  |  |  |  |  |  |  |  |
|  | 10. Марко Антоније          |  |  |  |  |  |  |  |  |  |  |  |  |  |  |  |
|  |                             |  |  |  |  |  |  |  |  |  |  |  |  |  |  |  |
|  |                             |  |  |  |  |  |  |  |  |  |  |  |  |  |  |  |
|  | 5. Антонија Млађа           |  |  |  |  |  |  |  |  |  |  |  |  |  |  |  |
|  |                             |  |  |  |  |  |  |  |  |  |  |  |  |  |  |  |
|  |                             |  |  |  |  |  |  |  |  |  |  |  |  |  |  |  |
|  | 11. Октавија                |  |  |  |  |  |  |  |  |  |  |  |  |  |  |  |
|  |                             |  |  |  |  |  |  |  |  |  |  |  |  |  |  |  |
|  |                             |  |  |  |  |  |  |  |  |  |  |  |  |  |  |  |
|  | 1. Друз Јулије Цезар        |  |  |  |  |  |  |  |  |  |  |  |  |  |  |  |
|  |                             |  |  |  |  |  |  |  |  |  |  |  |  |  |  |  |
|  |                             |  |  |  |  |  |  |  |  |  |  |  |  |  |  |  |
|  | 12. Луције Випсаније Агрипа |  |  |  |  |  |  |  |  |  |  |  |  |  |  |  |
|  |                             |  |  |  |  |  |  |  |  |  |  |  |  |  |  |  |
|  |                             |  |  |  |  |  |  |  |  |  |  |  |  |  |  |  |
|  | 6. Марко Випсаније Агрипа   |  |  |  |  |  |  |  |  |  |  |  |  |  |  |  |
|  |                             |  |  |  |  |  |  |  |  |  |  |  |  |  |  |  |
|  |                             |  |  |  |  |  |  |  |  |  |  |  |  |  |  |  |
|  | 3. Агрипина Старија         |  |  |  |  |  |  |  |  |  |  |  |  |  |  |  |
|  |                             |  |  |  |  |  |  |  |  |  |  |  |  |  |  |  |
|  |                             |  |  |  |  |  |  |  |  |  |  |  |  |  |  |  |
|  | 14. Октавијан Август        |  |  |  |  |  |  |  |  |  |  |  |  |  |  |  |
|  |                             |  |  |  |  |  |  |  |  |  |  |  |  |  |  |  |
|  |                             |  |  |  |  |  |  |  |  |  |  |  |  |  |  |  |
|  | 7. Јулија Старија           |  |  |  |  |  |  |  |  |  |  |  |  |  |  |  |
|  |                             |  |  |  |  |  |  |  |  |  |  |  |  |  |  |  |
|  |                             |  |  |  |  |  |  |  |  |  |  |  |  |  |  |  |
|  | 15. Скрибонија              |  |  |  |  |  |  |  |  |  |  |  |  |  |  |  |
|  |                             |  |  |  |  |  |  |  |  |  |  |  |  |  |  |  |
|  |                             |  |  |  |  |  |  |  |  |  |  |  |  |  |  |  |